# Agnes Stevensonová
Agnes Lawsonová-Stevensonová (1883? – zemřela tragicky 20. srpna roku 1935 v Poznani) byla anglická šachistka.
Agnes Stevensonová zvítězila čtyřikrát na ženském mistrovství Velké Británie (1920, 1925, 1926 a 1930) a na neoficiálním mistrovství Evropy žen v Meranu v roce 1924 skončila třetí za Edith Hollowayovou a Helene Cottonovou.
Třikrát se zúčastnila turnaje o titul mistryně světa v šachu (1927 v Londýně, kde skončila skončila na devátém až jedenáctém místě, 1930 v Hamburku, kde byla pátá, a 1931 v Praze, kde vybojovala třetí místo).
Byla první manželkou Rufuse Stevensona (1878–1943), který byl editorem Britského šachového magazínu (British Chess Magazine) a později tajemníkem Britské šachové federace (druhou jeho manželkou byla Věra Menčíková).
Agnes Stevensonová tragicky zahynula roku 1935 při nehodě na letišti v Poznani, když cestovala na mistrovství světa žen ve Varšavě. Při cestě z Berlína do Varšavy vystoupila na letišti v Poznani, aby vyřídila pasové formality. Ve spěchu při návratu do letadla se neopatrně přiblížila k běžícímu motoru a rozsekána vrtulí zemřela na místě.

## Výsledky na MS v šachu žen
| Rok  | Turnaj                           | Místo   | Výsledek | Pořadí |
| 1927 | 1. mistrovství světa v šachu žen | Londýn  | +3 -7 =1 | 9.–11. |
| 1930 | 2. mistrovství světa v šachu žen | Hamburg | +1 -6 =1 | 5.     |
| 1931 | 3. mistrovství světa v šachu žen | Praha   | +3 -4 =1 | 3.     |